# HD 82943 b
HD 82943 b是一顆距離地球約89光年的系外行星，位於長蛇座。該行星於2000年由日內瓦系外行星搜尋計畫宣布發現。該行星是系統中兩顆行星較外側的一顆。

## 外部連結
- . The Extrasolar Planets Encyclopaedia.   [2008-07-15]. （原始内容存档于2010-04-07）.
- . European Southern Observatory. 2001-05-09  [2008-07-15]. （原始内容存档于2008-05-07）.